# 閩港控股
閩港控股有限公司（港交所：0181），前稱為標力控股及福海集團，1997年從啟明建業換取上市。現時經營物業及酒店業務，福建業務比重最多。當時曾持有福輝珠寶的福輝控股資產，但已出售。2023年公司主要業務為酒店投資、文化旅遊產業、環保產業、股權投資、物業投資管理、金融等業務。